# Тимок
Тимок (серб. Тимок, болг. Тимок, лат. Timacus) — река на Балканах, в Сербии и Болгарии, правый приток р. Дунай. Берёт начало в западной части хребта Стара-Планина и имеет ярко выраженный горный характер; в среднем течении пересекает горно-холмистую возвышенность; в нижней части принимает спокойный, равнинный характер. Впадает в Дунай несколько между г. Видином (Болгария) и так называемыми Железными Воротами (ущелье на Дунае).
Из-за холмистого рельефа Балкан река почти несудоходна, хотя её воды используются в хозяйственных целях и для орошения. В нижнем своём течении на протяжении около 15 км служит естественной границей между Сербией (ранее в Югославии) и Болгарией. Длина реки — 189 км, площадь бассейна около 4.666 км². Средний расход воды в нижнем течении около 40 м³/с; половодье весеннее, связанное с таянием снега и ливневыми дождями. На Тимке расположены сербские города Княжевац и Заечар, недалеко от устья болгарский посёлок Брегово.

## История
Бассейн реки и особенно местность в районе её устья в средние века стали местом пересечения трёх культур (сербской, болгарской и валашской/румынской) и в историю Балканского региона вошли под названием Тимокская Краина (серб. Тимочка Крајина). Древнейшие обитатели области Железных Ворот Дуная (мёзы) во времена античности подверглись романизации и составили основу этногенеза местного романоязычного народа — влахов, (также известны как влахи, ранее валахи, Тимошской долины и Воеводины Сербии), близкого современным румынам. Влашский диалект считают родным около 50 тыс. чел., которые проживают в долине реки.
Влахи подвержены постепенной славянизации. Традиционно исповедуют православие. Первыми славянскими поселенцами в долине стали тимочане (VII век).